# Межсетевой шлюз
Межсетевой шлюз — общее название устройств, предназначенных для перевода информации (трафика) между сетями различных типов.

## Примеры

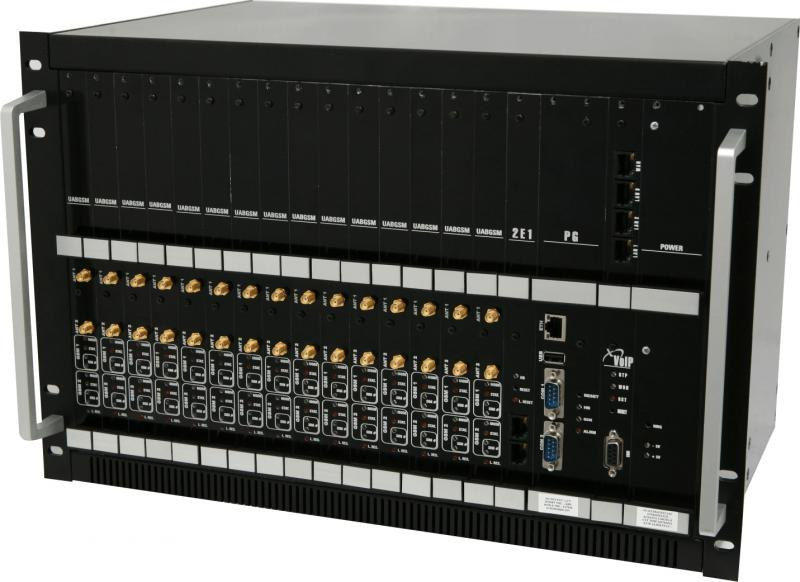
Межсетевой GSM/CDMA-VoIP-ISDN-шлюз Topex MultiAccess

VoIP-шлюз — межсетевой шлюз, обеспечивающий перевод голосового трафика между сетями традиционной телефонии и сетью передачи данных. В качестве сети передачи данных обычно выступает IP-сеть (Интернет).
GSM-шлюз — межсетевой шлюз, позволяющий переводить телефонный трафик из сетей традиционной телефонии напрямую в сети сотовой связи стандарта GSM (и обратно).
Сотовый шлюз — общее (сленговое) название межсетевых шлюзов, позволяющих переводить телефонный трафик из сетей традиционной телефонии в сети сотовой связи стандартов: GSM, UMTS, CDMA и др.
VoIP-GSM шлюз - межсетевой шлюз, обеспечивающий перевод голосового трафика между IP сетями и сетями сотовой связи.
Мультишлюз — условное обозначение межсетевых шлюзов, обеспечивающих одновременный взаимный перевод трафика между тремя и более сетями, например, между сетями традиционной телефонии, GSM и VoIP.